# 台灣金融研訓院
台灣金融研訓院（英語：Taiwan Academy of Banking and Finance）為金融監督管理委員會監督管理之財團法人，為台灣最大之金融研訓機構，成立宗旨為提升金融人力素質，將金融理論與金融實務相結合，以進行金融研究，並促進台灣金融業務之現代化。台灣金融研訓院成立於1980年，前身為金融財務研究訓練中心和金融人員研究訓練中心，於1999年合併，並在2000年更名為现名。現任董事長為雷仲達，代理院長為林仲威

## 简介
該院的核心價值是「人人」（代表團隊合作、顧客導向）、「熱忱」（代表熱心貼心、主動負責）、「專業」（代表持續學習、創新求變）及「精實」（代表正直確實、追求品質），主要業務分為教育訓練、海外推廣、研究發展、傳播出版等四大類。教育訓練方面，主要扶植決策主管與經營專才，培育專業師資，研發新種教材。加強財經政策宣導及與國內外訓練機構的合作交流。配合終身學習趨勢，辦理金融推廣教育。海外推廣方面，主要是培育國際化金融人才和大陸金融業務專才，辦理金融中高階主管海外研習參訪，搭建兩岸金融從業人員交流平台。在研究發展上，從事金融專題研究，加強與國內外金融學術研究機構間之交流合作，並蒐集各項財經書刊訊息，發行刊物介紹金融資訊，開發金融實務個案。在傳播出版領域，該院著力於開發金融專業書籍與教材，加強與國內外研訓暨出版機構之交流合作，配合出版函授教材及測驗參考書籍，強化產品行銷及全方位的金融文化與出版服務。该院还在金融測驗上有所活跃。

## 歷史
1979年，台灣省政府同意結合政府與業者力量共同集資籌設「財團法人基層金融研究訓練基金」，從事基層金融之研究發展與人員培訓。1980年財政部及台灣銀行業成立「財團法人金融人員研究訓練中心」，從事銀行業人才培訓及研究任務。2000年6月1日兩機構合併為「財團法人台灣金融研訓院」。2003年3月於台北市中正區羅斯福路三段62號自建「台灣金融研訓大樓」，為地下四層、地上十一層，總坪數約3,600坪；2005年10月竣工。

### 歷任首長
| 任別 | 姓名           | 就任時間 | 卸任時間 |
| ---- | -------------- | -------- | -------- |
| 1    | 侯金英         | 2000年   | 2007年   |
| 2    | 陳樹           | 2007年   | 2008年   |
| 3    | 許嘉棟         | 2008年   | 2014年   |
| 4    | 洪茂蔚         | 2014年   | 2018年   |
| 5    | 吳中書         | 2018年   | 2022年   |
| 6    | 邱淑貞（代理） | 2022年   | 2023年   |
| 7    | 蘇建榮         | 2023年   | 2024年   |
| 8    | 雷仲達         | 2024年   | 迄今     |

| 任別 | 姓名   | 就任時間 | 卸任時間 |
| ---- | ------ | -------- | -------- |
| 1    | 薛琦   | 2000年   | 2007年   |
| 2    | 陳樹   | 2007年   | 2008年   |
| 3    | 許振明 | 2008年   | 2012年   |
| 4    | 鄭貞茂 | 2012年   | 2015年   |
| 5    | 黃博怡 | 2015年   | 2017年   |
| 6    | 黃崇哲 | 2017年   | 2024年   |
| 7    | 高一誠 | 2024年   | 迄今     |

### 大事紀

#### 1978至2000
- 1978年，財政部函囑中華民國銀行公會設立金融研究訓練機構，由銀行公會理事長孫義宣擔任召集人、華南商業銀行副總經理葉國興出任籌備主任，籌備「財團法人金融人員研究訓練中心」。
- 1978年10月，金融人員研究訓練中心成立。
- 1979年4月，財政部推動成立「財團法人基層金融研究訓練基金」，並設立「基層金融研究訓練中心」，專責從事農漁會、信用合作社、中小企銀等基層金融之研究發展與人員培訓。
- 1980年，每年3、9月發行一期《基層金融》半年刊。
- 1981年5月27日，以獨立法人資格登記成立，確立金融研訓中心獨立性。
- 1982年6月，與美國加州大學柏克萊分校合辦「管理發展研究班」，是首次與國外知名大學合作的經驗。
- 1983年9月10日，金融人員研究訓練中心設址於台北市南海路仰德大樓（城區部）。
- 1985年1月，透過模擬演練教學，強化學習效果，舉辦第一期「外匯交易研習班」。
- 1993年9月，金融人員研究訓練中心為配合各階段金融人才及業務發展需要，與銀行公會共同舉辦第一屆「金融杯英語演講比賽」。
- 1995年5月，基層金融因合併、改制使得家數減少，為拓展業務之需，「基層金融研究訓練中心」更名為「金融財務研究訓練中心」。
- 1995年5月，於台北圓山大飯店主辦第十一屆銀行學院世界年會。
- 1996年12月，金融人員研究訓練中心遷址至台北市濟南路，成立研訓本部。
- 1997年，推出徵信、授信、信託實務等函授班。
- 1997年，加入動態資料庫查詢，提供學員受訓、圖書期刊查詢等功能，成為中華民國研訓單位電腦化的先驅。
- 1998年，金融人員研究訓練中心於高雄市租用中國國際商業銀行行舍，成立南區分部。
- 1999年，「金融人員研究訓練中心」改組，由原來3個單位擴編為6個單位，包括研究企劃處、出版處、金融訓練處、推廣教育處、管理處與資訊室。
- 1999年1月，《基層金融》改為《金融財務季刊》，共發行5期。
- 1999年12月，金融人員研究訓練中心於北中南三區辦理第一屆「初階授信人員專業能力測驗」。
- 2000年6月，基層金融研究訓練基金與金融人員研究訓練中心合併成立台灣金融研訓院[7]。
- 2000年6月，組織改組，增加金融研究所、金融訓練所、推廣教育所，並增設金融測驗中心、傳播出版中心、諮詢顧問中心等三大中心。後勤單位則分為管理處、作業服務處與資訊室，共計九大單位。
- 2000年9月，舉行首次「第一屆初階外匯人員專業能力測驗」，金研院正式掛牌之後，測驗業務亦由企劃處獨立分出，成立「金融測驗中心」。[8]

#### 2001至2010
- 2001年，通過ISO 9000品質管理系統認證，創下國內首家試務單位取得ISO認證的先例。
- 2001年10月，承辦「信託業務人員信託業務專業測驗」，首屆吸引6萬多人報考。
- 2002年11月，舉辦首屆「理財規劃人員專業能力測驗」，總計8萬6,000多人報名，創下金研院測驗史上最多報名人數的紀錄。
- 2002年11月，設立「菁業獎」選拔活動，給予優秀機構鼓勵，促進金融界觀摩學習[9]。
- 2004年，金測中心在天母建立第一間電腦考場。
- 2004年9月，主辦第十屆亞太銀行學院協會（Asian Pacific Association of Banking Institutes，APABI）會議。
- 2005年11月，台灣金融研訓大樓落成啟用。
- 2007年，獲得行政院勞工委員會第一屆「人力創新獎」的「專業團體獎」殊榮，是少數獲獎的金融專業團體。
- 2008年11月，舉行首屆第一級之「中小企業財務人員測驗」。
- 2009年10月，《台灣銀行家》雜誌創刊，成為台灣第一份專屬金融業交流、溝通與學習平台之刊物。
- 2009年11月，與中國銀行合作，同步於北京、台北舉辦「海峽兩岸金融研究班」[10]，該研究班也是金研院針對中國大陸金融業開設之第一個專班。
- 2010年3月，整合金研院金融研究、測驗認證、教育訓練及傳播出版資源，設立「海外業務發展中心」，加強培訓國際化金融人才，以及推動兩岸金融人員交流培訓[11]。[8]

#### 2011至現在
- 2011年，榮獲第一屆國家訓練品質獎之非營利組織[12]。
- 2012年3月，金融研究所成立「大陸金融研究室」。
- 2012年7月，建置「中國大陸金融資料庫」。
- 2012年10月，發行《金融情勢週報》。
- 2013年，《台灣財務金融季刊》改名為《兩岸金融季刊》。
- 2013年1月，發行《兩岸金融電子報》。
- 2013年1月，「中國大陸金融資料庫」上線[13]。
- 2014年6月，本院取得非營利私立就業服務機構許可證。
- 2015年7月，金融人才適性測驗專區建置網頁上線。
- 2015年7月，南部服務中心遷址啟用。
- 2017年6月，承辦文化部「第一屆國家影視音金融菁英班」[14]。
- 2018年2月，中部服務中心遷址啟用。
- 2018年9月，「芬恩特創新聚落」正式揭牌啟用[15]。
- 2018年12月，辦理「FinTech Taipei 2018 台北金融科技展」[16]。
- 2019年12月，金融人員基礎學科測驗(FIT) 正式開跑。[8]
- 2022年12月，配合金管會「綠色金融行動方案3.0」發布第一屆永續金融評鑑指標。[17]
- 2022年12月，「FE62金融探索館」正式啟用。[18]
- 2023年6月，與「馬來西亞亞洲特許銀行家學院(AICB)」於28日簽署合作備忘錄。[19]
- 2023年7月，舉辦首屆「亞太銀行學院協會(Asian-Pacific Association of Banking Institutes)線上年會Virtual Roundtable」。
- 2023年8月，與中華經濟研究院、台灣經濟研究院製播「財經三合院」影音上線。[20]
- 2023年10月，與「越南銀行學院（BAV）」完成簽署合作備忘錄。
- 2024年1月，全新組織啟動，採類似企業「事業群」的部門規劃。[21]
- 2024年4月，與「阿聯酋金融學院（Emirates of Institute, EIF）」於29日簽署合作備忘錄。[22]
- 2024年5月，與「史瓦帝尼王國中央銀行（Central Bank of Eswatini）」於21日簽署合作備忘錄。[23]

## 組織

### 董事會
- 董事：15人。[24]
- 監事：5人。[24]

| 董事 | 雷仲達（台灣金融研訓院董事長）、高一誠（台灣金融研訓院院長）、 童政彰（金融監督管理委員會銀行局局長）、高晶萍（金融監督管理委員會證券期貨局副局長）、李聰勇（農業部農業金融署署長）、 陶慧恆（中央銀行業務局副局長）、董瑞斌（兆豐國際商業銀行董事長）、 凌忠嫄（臺灣銀行董事長）、陳思寬（永豐金融控股股份有限公司董事長）、林衍茂（合作金庫銀行董事長）、 黃男州（玉山銀行董事長）、黃俊智（華南銀行總經理）、邱月琴（中華民國信託業商業同業公會理事長）、 魏啓林（中華民國票券金融商業同業公會理事長）、麥勝剛（中華民國信用合作社聯合社理事主席） |
| 監事 | 賴欣國（金融監督管理委員會檢查局局長）、曾宛如（國立臺灣大學副校長）、吳懿娟（中央銀行經濟研究處處長）、 陳杰（中華民國信用合作社聯合社監事主席）、李俊伸（新北市汐止區農會總幹事） |

### 院內組織
- 院長[25] [26]
- 副院長
- 院務委員
- 金融研究所
- 金融培訓事業總處
  - 職能發展處
  - 金融科技創新處
  - 數位學習處
  - 作業服務處
- 測評認證事業總處
  - 職能認證處
  - 職涯服務處
  - 試務行政處
- 普惠金融事業總處
  - 傳播出版處
  - 全民金融教育處
- 營運管理總處
  - 國際事務處
  - 行政管理處
  - 公關暨公益推展處
- 資訊處

#### 台灣銀行家雜誌
有鑑於全球金融變化迅速，從業人員對於新知與情勢掌握的需求日益增加。但過去台灣卻缺乏如英國的《The Banker》或美國的《American Banker》等銀行金融專業刊物，台灣金融研訓院有感於此國際趨勢，創辦《台灣銀行家》雜誌，2009年9月30日以雙月刊形式創刊，2010年1月起改為月刊發行。《台灣銀行家》雜誌所涵蓋議題報導領域，除了銀行業、證券、保險與金控，亦對國內外政經社會議題、產業趨勢、金融教育等多有關注。主要訴求對象為國內金融相關從業人員、知識工作者與一般社會大眾，期望藉由深入淺出的內容，協助讀者掌握金融情勢變化、重要政策，以及金融產業發展的最新動向。其中，「金融生活調查：金融共好，共同創造美好」系列報導，獲得第四屆新世代金融傳播獎，此次雜誌得獎為首次獲得殊榮，顯示金研院踐行普惠金融政策之事獲得肯定。

### 委員會
- 研訓指導委員會[25]
- 基金運用管理督導委員會[25]
- 人力資源管理委員會[25]

### 分部
- 中部服務中心：臺中市北區錦平街40號3樓H316室
- 南部服務中心：高雄市前金區中正四路230號3、5樓
- 芬恩特創新聚落：臺北市中正區南海路3號4樓

## 活動
台灣金融研訓院的兩隻金雞母：金融測驗中心、金融訓練發展中心，前者受制電子作弊而縮減對外業務範圍，有可能在後者日新月益、開疆闢土下，為該院帶來新收入與市場地位。雖然金管會為上級單位，台灣金融研訓院有財團法人資格，營運基金由財政部、金融業捐助而來，該院自我定位成「金融領導與專業人才之搖籃」，開辦的經常性班次、終身學習課程每年逾1600班次、每年訓練8萬人次以上，單是金融專業各類考試每年報考人數超過4萬名。
台灣金融研訓院表示，成立近40年來，累積受訓人次近逾110萬人，開班授課有金融業法定的培訓課程及測驗證照，也會引領趨勢創新課程，像現在政策上開拓新南向市場，法遵人才，國際金融業務等，會主動邀請國際獨立機構共同合作；或培養講座教授，經嚴格篩選及學員學後評鑑，成為業界一時之選，也可快速建立知名度。
過去十多年，衍生性商品大行其道，不僅改變金融市場的面貌，更主宰金融市場未來的發展。其中信用衍生性商品受到金融實務界與學術界極大的重視，原因無他，近十年，全球信用風險帶來的危機頻傳，傳統的信用風險管理方法已無力應付，信用衍生性商品提供了一種新型信用風險移轉與積極管理的工具，也提高了銀行的定價能力以及對流動性風險的管理水準。同時，由於信用衍生性商品的發展，風險分配融入資本分配，也讓傳統的間接金融與直接金融合而為一，改變了銀行的經營模式與金融體系的結構。風險中立訂價是衍生性商品理論之基石，但中文教科書皆未說明無套利機會隱含風險中立測度存在之事實。雖然，學術界具有嚴格之論文審核制度，卻無教科書之評審制度，導致大專教師在斟酌學術著作產出與教科書著作產出之成本與效益後，往往撰寫教科書，造成教科書林立，內容良莠不齊之現況。

### 證照測驗
台灣金融研訓院任務之一，為舉辦台灣多項銀行相關證照類考試，包含銀行內控內稽、信託業務員等專業測驗等，網站中提供近兩季測驗考題供考生參考，然而較久遠之測驗考古題，則必須仰賴民間業者自發性蒐集。除了銀行相關證照外，目前也與產險公會合作，因此也可在此報考產險業務員之測驗。
相關證照測驗：
- FIT金融人員基礎學科測驗
- 金融市場常識與職業道德
- 防制洗錢與打擊資恐專業人員測驗
- 信託業務專業測驗
- 衍生性金融商品銷售人員資格測驗
- 銀行內部控制與內部稽核測驗
- 債權委外催收人員專業能力測驗
- 初階授信人員專業能力測驗
- 進階授信人員專業能力測驗
- 外匯交易專業能力測驗
- 理財規劃人員專業能力測驗
- 風險管理基本能力測驗
- 金融科技力知識檢定測驗

##### 期貨與選擇權
2018年9月7日，一群期貨市場投資人衝向期交所，抗議「0206期貨大屠殺」。原因是2月6日的斷頭平倉，導致市場違約金額高達13億元，估計的賣方投資人損失超過40億元。德明財經科技大學財金系助理教授劉任昌曾經撰文批評「期貨與選擇權」教科書舉例「使用權」比擬為「選擇權」，這種表達方式又被其他教科書逐字模仿，他們傳遞買賣「使用權」的計畫性，容易讓讀者忽略「選擇權」的隨機性本質，選擇權的隨機性還包含預期心理、流動性、保證金結算制度與造市者瞬間抽單的不確定性。這是劉再度撰文討論「選擇權」的第一個原因。
2020年4月28日，台灣金融研訓院發布「金融風險抵抗力測驗」首波1180份調查發現，其發現金融風險抵抗力平均約60.7分。這項測驗包含四個構面，其中以金融知識與行為分數最低、僅有43.3分明顯不足；分數最高分別是經濟資源有70.3分、社會資本65.7分。職業分布上，以農漁畜牧業的生產人員、勞工階層及臨時工得分最低，僅有43~51.5分。學歷表現上，大學及研究所以上竟然也只有63分。地區分布上，最高為北北基有62分，最低為高屏澎，僅有52分。金融研訓院院長黃崇哲表示，此項調查顯示台灣人雖然有較高的經濟儲蓄和團結互助精神，但在金融知識與常識的普及教育上須再加強。黃崇哲宣稱，過去主管機關強調的是普惠金融，但要強化國民金融風險抵抗力，應該針對受眾弱點做補強才能發揮效果。

##### TRF
人民幣目標可贖回遠期契約 (TRF) 損失慘重，金管會銀行局副局長呂蕙容表示，過去很多中小企業董娘向銀行買 TRF，但因為缺乏專業知識，遇到 TRF 慘賠進而演變成消費糾紛不斷，為避免悲劇重演，祭出「董娘條款」，決定提高「複雜性衍生性商品」交易門檻，規定未來法人企業負責交易衍生性商品的人員應具備專業知識或交易經驗。金管會表示，已預告修改「銀行辦理衍生性金融商品業務管理辦法」，此項規定完成預告後，將給予銀行 6 個月緩衝期。未達交易門檻的客戶，必須趕緊取得專業知識，屆時若未取得專業知識結訓證明，將被取消交易資格。專業法人財務人員若不具備相關知識，可以在未來半年透過證基會、金融研訓院等機構，完成相關課程培訓，企業財務人員若發生異動，銀行必須要對接手人員重新評估專業能力。
然而，從10多年前亂發現金卡、8年前亂賣連動債，再到5年前的TRF（目標可贖回遠期契約）衍生性金融商品不當銷售、坑殺中小企業戶疑雲，不禁引人省思：考了這麼多證照，弊端仍然一再發生，這些「金融證照」價值何在？金融圈人士私下感嘆，「證照只是基本門檻，結果搞成軍備競賽」。不諱言，證照在求職上有加分效果，但到底要有多少證照才夠？一位在行銷企畫部門任職的民營銀行主管，回想起當初為升等考證照的過程，仍心有戚戚焉：「平常很少接觸，要考法規與稽核，真的是囫圇吞棗硬背的，現在幾乎都忘光！」

### 台灣金融生活調查
台灣金融研訓院發佈《2020台灣金融生活調查》報告，調查涵蓋台澎金馬共22縣市，共22061位成功受訪者，結果顯示，有6大類族群是處於財務脆弱狀態，更有近2成的民眾無法在1週內籌到10萬元。調查顯示，台灣有47%的家庭年收入低於80萬元，對照主計總處家庭收支調查的平均支出水準，呈現入不敷出的狀態，屬於潛在財務脆弱的族群。尤其在應對緊急財務風險，有19.5%的民眾無法在1週內籌到10萬元，甚至有15.5%的民眾連支應生活都有困難，這些民眾面臨如突發性失業、急病或意外等衝擊，缺乏足夠的緩衝對應與恢復能力。

### 菁業獎
堪稱金融界「奧斯卡」的台灣傑出金融業務菁業獎，是由台灣金融研訓院主辦，兩年才選拔一次的重要獎項。每屆競賽吸引本國銀行、外商銀行、金控、票券公司、信合社與農漁會等金融機構角逐各類獎項。2020年將把歷屆競逐件數最多的「最佳社會責任獎」，調整成「最佳ESG獎」。其中，菁業獎的獎座，是由邱文忠先生（朱銘入門弟子）所設計，創作理念是以圓的輪廓為基本造型，暗示循環、流轉與圓滿的概念，以借喻金融，並以其整體外觀展現出金融市場川流不息之活力。另外，樹葉採金色設計，用以符合金融；「金色的樹葉」則取相似「菁業」二字之諧音

### 金融知識奧林匹克競賽
為了讓財務教育從小扎根，金管會推動金融知識普及工作計畫，建置「金融智慧網」提供多元化的金融學習資源，更秉持著鼓勵自主學習金融知識的精神，連續多年委託台灣金融研訓院舉辦「金融知識奧林匹克競賽」。台灣金融研訓院長黃崇哲指出，培養金融素養是提升金融風險抵抗力及財務體質的關鍵，普惠金融應該針對不同族群規劃不同層次與深度的金融知識，這麼多年來，金融知識競賽的題目設計也越來越生活化，希望師生透過準備與討論，爭取競賽獎項之際，更能夠提升金融素養，將金融知識融入生活，建立正確的金融態度，避免錯誤的金融行為。

### 台北金融科技展
前行政院副院長施俊吉於2017年「金融科技前瞻高峰會暨創新創意大賞(FinTech Days)」致詞指示：為促進台灣金融科技產業發展，金融「FinTech嘉年華」應與金融研訓院舉辦之「FinTech Days」結合，擴大舉辦「FinTech Taipei 台北金融科技展」讓台灣成為金融科技實驗創新的樞紐。金管會於2018年6月提出之「金融發展行動方案」中，亦將擴大金融科技展，由金融總會與金融研訓院從2018年開始共同規劃籌辦「FinTech Taipei 台北金融科技展」，列為金融發展重點行動方案之一。
金融科技浪潮過去幾年快速襲捲各國金融產業，也包括台灣，根據金管會調查，2018年，台灣金融業者共投入新台幣117.3億元發展金融科技，平均每家業者投入3936萬元，較2017年2584萬元，成長率達52%，若從產業別來看，銀行業以79.3億元居冠，占整體投資額68%，其次為保險業，投入27.1億元，占整體投資額23%。總統蔡英文致詞指出，台灣積極迎接金融科技挑戰、目前國際經貿情勢變化，以及金融業新型態等三大挑戰，這些雖是挑戰，但也是契機，政府已有因應做法，並持續與民間共同努力，促進金融產業發展。

### 台北金融科技論壇
金融總會與台灣金融研訓院於日前舉辦「Fintech Taipei Forum 2020台北金融科技論壇」，邀請來自美國、英國、澳洲、以色列、日本、波蘭、加拿大、香港等國際Fintech代表，以及金管會、行政院與台灣金融研訓院等國內金融科技專家，一同進行碰撞與交流。此論壇特別以Open Forum的概念，廣邀海內外合計超過3000人次參與線上線下論壇互動，並著重探討「數位轉型、資訊安全、監理科技」三大金融科技熱議話題，行政院副院長沈榮津表示，金融科技不但可提升業界的效率與效能，也讓民眾享受到更便宜、便利的服務，導入重點在於讓顧客感到窩心，但導入新科技的過程中要考慮彼此相容性與系統的複雜度，更要做好資安防範。

### 芬恩特創新聚落
為推動金融科技發展、呼應行政院「金融發展行動方案」的金融科技面向，台灣金融研訓院於2018年9月成立了「芬恩特創新聚落」（Fin＆Tech Innovation Village）。芬恩特得名於英文 FIN & TECH 的音譯，&是其中的關鍵字，象徵「樞紐」的角色，連結金融與科技，而將&(AND)的英文字母反過來看就是DNA，代表金融與科技的基因透過芬恩特的連結轉化，相互鍵接融合，共創台灣金融創新、成長、進化的新未來。
金融研訓院表示，在董事長洪茂蔚和院長黃崇哲努力推動下，「芬恩特」將以金融業的需求為出發點，優先邀請銀行成為會員機構，初期以「防禦型」的「基礎建設」為重點，探討議題「資訊安全」、「監理（法遵）科技」、「智慧風控」等三大主軸。藉由培訓、專案、座談交流和人才媒合等，協助會員機構廣納專業人才，並透過聯合開發、採購，協助會員機構以合理成本取得資訊技術解決方案。

### 金融基測
金融人員基礎學科測驗（FIT）：先測驗各個想要想要加入銀行體系的學生、新鮮人等的金融業基本能力，以及特殊專業像是擅長洗錢防制法或法遵者所需能力等。各銀行依此可開出門檻，像是要求金融基測要A級以上，銀行只要進行面試即可。台灣金融研訓院推出的「金融人員基礎學科測驗 (Fundamental Integrated Test for Banking and Finance)，簡稱金融基測 (FIT)，為減輕求職者多次準備銀行就業考試的壓力與負擔，參考類似入學考試的概念，針對銀行招考新進行員較常出現之考試科目作一整合。應試者不限資格，黃崇哲說，「我希望高職就來考，高職生證明能力夠，18歲就可以被錄用」。
2020年2月22日，金融研訓院舉行第一屆「金融基測」，當時正值 COVID-19 疫情延燒，有考生不滿投訴媒體。考生不滿指控，連考選部所辦理的考試都決定延期，金融研訓院竟沒有任何因應措施，實在令人錯愕；再來，若要求退費須提供醫師診斷證明書，該考生也質疑，診斷證明應為何也未明確指示；最後仍是擔憂，若有考生隱瞞病情或者抱病前往，是否有爆發群聚感染的風險。
金融研訓院金融測驗中心所長楊博凱解釋，目前政府沒有禁止相關活動，因此照常舉辦。考試當天防疫措施包括，開放考生戴口罩應試，現場也會提供酒精消除；考生進入考場前需逐一量體溫，若有體溫過高者一律禁止入場，並當場退費。至於退費資格，楊博凱表示，若有相關旅遊史、感染者接觸史有感染之虞者，或是需要自主健康管理、居家隔離等，只要提出相關證明即可退費。另外，若是有醫師診斷證明出現寒顫高燒、劇烈咳嗽、咳膿痰、呼吸喘、胸痛等COVID-19症狀者，也可以全額退費。若無以上證明，仍有疑慮不願參與本屆考試的考生則無法退費，預計最高損失2000元的報名費。

### 金融高階主管儲訓計畫
為促進台灣金融業高階經營人才養成，台灣金融研訓院自2011年起辦理「金融高階主管儲訓計畫（LEAP）」，培育我國金融專業高階人才，推動各項前瞻金融業務，促進我國金融創新發展。金融高階主管儲訓計畫（LEAP）被譽為「金融將官育成班」，是由金管會、財政部共同監督，中華民國銀行公會、台灣金融研訓院負責執行，此項計畫的課程模組有金融產業關鍵趨勢，策略執行與效能改善，變革管理與組織的轉型，學費支出一半是銀行付，一半是銀行公會付，研訓院表示，對銀行是一項成本支出，因此對受訓者亦有期待，未來要更高一層樓。2013年結訓成績第一名的中央銀行外匯局葉牧青說，多數同學結業後即被機構賦與重要任務。

### 世界投資者週
WIW世界投資者週活動是由國際證券監理組織(IOSCO) 主導策劃，自2017年起，訂定每年10月第一週為「世界投資者週」，以串聯各國投資理財智慧與能量，提升一般投資者金融素養，加強投資者教育及保護意識。第二屆由臺灣理財顧問認證協會(FPAT)、中華民國證券投資信託暨顧問商業公會(SITCA)、中華民國退休基金協會(PFA)、台灣金融研訓院(TABF)、台灣金融分析專業人員協會(CFA Society Taiwan)、台灣不動產投資協會(CCIM)共同聯合舉辦。
由於新冠肺炎疫情引發全球經濟重大衝擊，世界投資者週在台灣更肩負起於幫助民眾了解市場投資發展趨勢與理財教育雙重責任。台灣金融研訓院院長黃崇哲提到，在後疫情時代，全球各國無限QE(量化寬鬆)政策下，帶來市場泡沫化疑慮、助長殭屍企業、擴大貧富差距、和龐大的資產負債表、通膨政策定位不穩等都是未來的隱憂，而建議對策就是投資人須針對投資標的謹慎評估、生涯重新規劃、建立避險機制，和市場國家機制調整等，以減低無限QE下帶來的潛在風險。

### 反詐騙教育
根據統計，台灣一天至少有約100起詐財案件，金額從數萬元至上百萬元不等，讓人防不勝防，再小心也有可能成為詐騙集團的鎖定對象。日新月異的詐騙手法，在你求職或貸款都有可能被詐騙，甚至連投資都可能落入詐騙集團的陷阱裡。三立《全民金融通》節目邀請了金融研訓院顧問藍弋丰、財經專家黃世聰，教上班族如何保障自己財產與安全。藍弋丰提及，現在詐騙的方式推陳出新，過去電話詐騙只是亂編故事矇騙。但隨著網路發達，詐騙集團近年透過各種管道竊取個資，掌握民眾更多個人訊息，讓民眾失去戒心防不勝防。但無論怎麼編故事，最後都一定會要你去ATM匯錢，這時就要有警覺。謹記「反詐騙三步驟」：1、不隨便提供個人資料；2、不聽從他人指示操作ATM；3、不理會來路不明的電話或訊息。避免被騙。

## 相關爭議
2008年3月，臺灣銀行招考發生電子舞弊事件，警方表示，有民眾向台灣金融研訓院檢舉，指有電子舞弊集團準備在他們接受委託辦理的「台灣銀行九十七年新進人員甄試」集體舞弊，警方訊後依偽造文書罪嫌將41人移送法辦。
2012年7月，台灣金融研訓院承辦台灣菸酒公司新進職員甄試，在工程力學的考卷上，全部40題的題目中，竟有高達26題在題號前已印出答案，等於送了考生65分，該科採重考方式處理。
2017年3月，民進黨籍立委余宛如質疑，金融研訓院除了銀行新進人員招聘作業外，修飛機、抄水錶、鐵路營運、裝修、化驗……等無「試」不包等，與金融一點關係都沒有的新進人員招募，也是由金研院辦理，時任金研院董事長洪茂蔚表示，其他機構會委託金研院代辦新進人員招聘業務，主因考量金研院有辦理筆試的豐富經驗，且測驗中心辦理各式專業科目考試都是找個領域專家出試題，當然不會找金融領域專家出機械科目考題。
2017年8月，金融研訓院驚傳電子舞弊集團連續作案多年，民進黨立委管碧玲要求政府一定要辦到底，除嚴辦涉案人員外，也應提升防電子舞弊的技術。
2020年6月，兆信國際法律事務所律師杜孟真在臉書發文，質疑金融研訓院的證券化課程講座有講師素行不良，金融研訓院院長黃崇哲受訪時表示，對講師甄選有一定程序，調查範圍有學歷、教學經驗、專業、表達、試教，人格紀錄不在內，因為涉及個資法，金融研訓院的KYC調查是聚焦在專業能力、學歷證件，減少在教學過程有爭端。

## 外部來源
- （繁體中文）台灣金融研訓院-網站首頁
- （繁體中文）財團法人台灣金融研訓院【工作職缺與徵才簡介】104人力銀行 （页面存档备份，存于）
- （繁體中文）博客來 - 財團法人台灣金融研訓院 （页面存档备份，存于）
- （繁體中文）台銀招考舞弊　主嫌槍手考生全無罪原因是...
- （繁體中文）金融研訓院辦的面試會很黑暗嗎?